# توافق‌نامه سایکس–پیکو
موافقت‌نامه سایکس-پیکو (به انگلیسی: Sykes–Picot Agreement) یا موافقت‌نامه آسیای صغیر توافقی سری میان بریتانیا و فرانسه بود که در روز نهم ماه مه ۱۹۱۶ در خلال جنگ جهانی اول و با رضایت روسیه برای تقسیم امپراتوری عثمانی منعقد شد.
این توافق‌نامه به تقسیم سوریه، عراق، لبنان و فلسطین میان فرانسه و بریتانیا منجر شد. این مناطق قبل از آن تحت کنترل ترک‌های عثمانی بودند. این توافق‌نامه نامش را از سر مارک سایکس بریتانیایی و فرانسوا ژرژ پیکو از فرانسه گرفته‌است. مذاکرات اولیه این توافقنامه بین ۲۳ نوامبر ۱۹۱۵ تا ۳ ژانویه ۱۹۱۶ یعنی پیش از شکست امپراتوری عثمانی انجام پذیرفت و پیش شرط این توافق، شکست امپراتوری عثمانی در جنگ بود.
براساس این توافق قرار بود استان‌های خارج از شبه جزیره عربستان به مناطق تحت کنترل و نفوذ انگلیس و فرانسه تقسیم شود. براین اساس قرار بود کنترل مناطقی که امروزه جنوب اسرائیل، فلسطین، اردن، جنوب عراق به اضافه منطقه کوچکی شامل بندر حیفا و عکا برای ایجاد دسترسی به دریا مدیترانه به انگلیس واگذار شود و فرانسه کنترل جنوب شرقی ترکیه امروزی و بخش‌های شمالی عراق و سوریه و لبنان را به دست بگیرد. تفاهمنامه از طرفی براساس سازنوف-پالئولوگ قرار بود مناطق ارمنی‌نشین در شرق ترکیه امروزی و استانبول و تنگه بسفور نیز به امپراتوری روسیه واگذار گردد. در این بین براساس توافقنامه سنت ژان دو موریین نیز قرار بود آناتولی جنوبی تحت کنترل ایتالیا باشد. منطقه محدودی در فلسطین نیز قرار بود به صورت مشترک و تحت کنترل بین‌المللی باقی بماند.
ابتدا این تفاهم نامه در ۱۹۱۸ پس از شکست امپراتوری عثمانی، به عنوان چهارچوب اصلی توافق بین کشورهای اروپایی برای مدیریت و تقسیم اراضی اشغالی در خاورمیانه ملاک عمل قرار گرفت؛ ولی پس از پایان جنگ فرانسوی‌ها فلسطین و موصل را به انگلیسی‌ها واگذار کردند. در ۱۹۲۰ در کنفرانس سن ریمو احکام قیمومیت سرزمین‌های اشغالی براساس همین تفاهمنامه امضا شد. قیمومیت انگلستان بر فلسطین تا ۱۹۴۸ ادامه داشت و این موضوع برای سایر کشورهای جدید التاسیس سوریه، عراق، لبنان تا ۱۹۴۶(پس از جنگ جهانی دوم) ادامه داشت. در مورد مناطق باقی مانده از آناتولی که در پیمان ۱۹۲۰ مشخص شده بود تا جنگ‌های استقلال ترکیه یعنی بین بازه زمانی ۱۹۱۹ لغایت ۱۹۲۳ این پروسه طول کشید و کشور جدید ترکیه تعیین حدود شد.
بسیاری این تفاهمنامه را نقطه عطفی در روابط جهان غرب با عرب‌ها، ترک‌ها و کُردها می‌دانند. براساس این تفاهم قرار بود عرب‌ها یک سرزمین ملی بزرگ با محوریت سوریه کنونی داشته باشند و در مقابل امپراتوری عثمانی از حمایت انگلستان برخوردار باشند. مشابه همین توافق در مورد کُردها نیز مطرح شده بود ولی در نهایت با مشکلاتی که برای انجام این تعهدات رخ داد عملاً این توافق باعث و ریشه بی‌اعتمادی عرب‌ها و کُردها نسبت به انگلستان شد و به نقل از روزنامه گاردین در ۲۶ نوامبر ۱۹۱۷ «انگلیسی‌ها خجالت زده شدند، عرب‌ها ناامید شدند و ترکها خوشحال». بسیاری بر این باورند که ریشه بسیاری از درگیری‌های امروز در منطقه از همین پیمان نشات گرفته‌است.

## انگیزه و پیشینه مذاکرات

### توافق‌های اولیه با روسیه و ایتالیا (مارس - آوریل ۱۹۱۵)
در توافقنامه ۱۸ مارس ۱۹۱۵ در استانبول؛ پس از شروع نبرد گالیپولی، وزیر امورخارجه امپراتوری روسیه، سرگئی سازنوف به سفیران دولت‌های فرانسه و انگلستان نامه‌ای نوشت و ادعا مالکیت بر استانبول و تنگه داردانل را مطرح کرد. پس از یک سلسله مکاتبات و تماس‌های دیپلماتیک انگلستان و فرانسه با این ادعا موافقت کردند با این پیش شرط که انگلستان حوزه نفوذ خود را در ایران افزایش دهد و سوریه کنونی، فلسطین و کیلیکیه تحت قیمومیت فرانسه قرار گیرد. همچنین همه طرفین توافق کردند در مورد اماکن مقدس بعداً تصمیم گرفته شود. این توافق به دلیل وقوع انقلاب اکتبر در روسیه هرگز عملی نشد و در عمل توافقنامه سایکس-پیکو به مرحله اجرا درآمد.
در معاهده لندن با ایتالیا نیز که در ۲۶ آوریل ۱۹۱۵ منعقد شد؛ توافق شد که اگر فرانسه، انگلستان و روسیه امپراتوری عثمانی را شکست دهند به پاس همراهی ایتالیا در جنگ، استان آنتالیا به قیمومیت ایتالیا درآید.

### توافق اولیه با عرب‌ها (ژوئیه ۱۹۱۵ - مارس ۱۹۱۶)

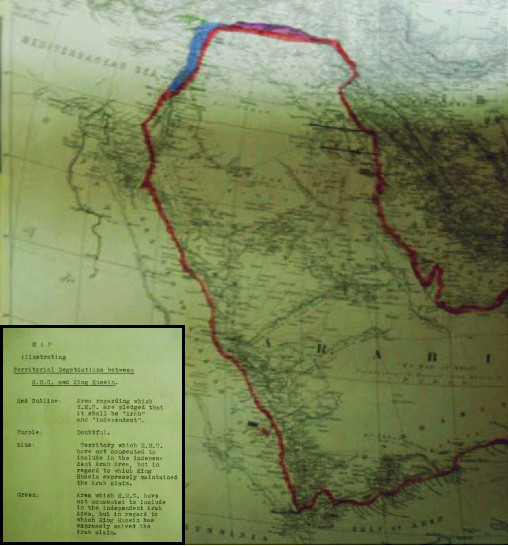
نقشه دولت انگلیس در سال ۱۹۱۸: نقشه نشانگر مذاکرات ارضی بین مک ماهون و شاه حسین

همزمان با مذاکرات سایکس و پیکو؛ گفتگوهای موازی با حسین بن علی شریف مکه و سرهنگ سر هنری مک هاهن، کمیسر ارشد انگلستان در مصر در جریان بود. این ارتباطات به شکل ۱۰ نامه از ژوئیه ۱۹۱۵ تا مارس ۱۹۱۶ انجام شد. در این موافقت‌نامه انگلستان تعهد کرده بود در قبال ساماندهی شورش عرب‌ها در امپراتوری عثمانی، استقلال عرب‌ها را پس از پایان جنگ به رسمیت بشناسد. محدوده این سرزمین عربی از شمال به عرض ۳۷ درجه شمالی محدود بود که از مرسین و آدانا شروع می‌شد و به ترتیب بیره‌جک، شانلی‌اورفه، ماردین، میدیات، جزیره ابن عمر، عمادیه و در ادامه تا مرز ایران و در جنوب تا بندر بصره خلیج فارس می‌رسید و تمام سرزمین‌های جنوبی خلیج فارس و دریای عمان، بجز عدن، را دربرمی‌گرفت. این مرز در سمت غربی از دریای سرخ تا دریای مدیترانه، بجز مناطقی در غرب سوریه متشکل از دمشق، حمص، حما، حلب، را شامل می‌شد.
مک ماهون در تاریخ ۱۴ دسامبر، پیرو نامهٔ ۱ ژانویه ۱۹۱۵ حسین بن علی، نامه‌ای با این مضمون برای وزارت امور خارجه ارسال می‌کند:
«توجه شود که در حال حاضر ارتباط بین دولت فرانسه و عرب‌ها مقبول بوده و عدم توجه به ارتباطات مبهم در آینده معقول نخواهد بود. من پیش‌تر نیز توجه دولت علیاحضرت را به این موضوع جلب کرده‌ام که انزجار عمیق بین عرب‌ها و فرانسه می‌تواند منبع مشکلات بسیاری در آینده برای ما باشد. اگر شرایط فعلی را به اطلاع آنها نرسانیم، متهم به تحریک یا تشویق مخالفت با فرانسوی‌ها خواهیم شد. چیزی که همین الان هم عرب‌ها در خصوص آن تهدید می‌کنند و مطمئناً در آینده آن را انجام خواهند داد.»
بر اساس این پیام گری دستور داد که فرانسوی‌ها از تعهدات انجام شده با عرب‌ها مطلع شوند ولی کامبون این موضوع را جدی نگرفت.

### مذاکرات انگلیس و فرانسه (اکتبر ۱۹۱۵ - مارس ۱۹۱۶)
در ۲۱ اکتبر ۱۹۲۱، گری با کامبون ملاقات کرد و به فرانسوی‌ها پیشنهاد داد که در مورد آینده خاورمیانه تصمیم مشترکی اخذ نمایند و گفت که انگلستان مایل است که کشور مستقل عربی با مرکزیت سوریه کنونی ایجاد شود. در این مرحله گری با مخالفت‌های از سمت فرانسوی‌ها و حسین بن علی روبرو شد. ماحصل آن که در خصوص منطقه شمال غربی سوریه هیچ فرمول دقیق مشخص نشد و تعیین دقیق حدود به درخواست آینده موکول شد به شکلی که مک ماهون گفت «اگر به اطلاعات دقیق تر از این نیاز است می‌توانید آن را شما بدهید»
اولیه جلسه رسمی بین دو کشور به سرپرستی سر آرتور نیکولسون با فرانسوا ژرژ پیکو در ۲۳ نوامبر ۱۹۱۵ برگزار شد. پیکو به نیکولسون گفت که فرانسه مدعی قیمومیت از کوه توروس در کنار دریا کیلیکیه است تا کوه‌های شرق توروس از آنجا تا دیاربکر، موصل و کربلا است. از سمت دیروروز نیز در امتداد فرات تا مرز مصر را انتظار دارد. درخصوص موصل و بغداد نیز به شکل ائتلافی عمل شود.
در جلسه دوم - مورخ ۲۱ دسامبر ۱۹۱۵ پیکو با اضافه شدن شهرهای حلب، حما، حمص، دمشق به قلمرو عرب‌ها موافقت کرد که جزو سرزمین عربی باشند و توسط عرب‌ها کنترل شوند. با وجود عقب‌نشینی فرانسوی‌ها، انگلیسی‌ها خواهان آن شدند که لبنان نیز به این مجموعه اضافه شود که جلسه به بن‌بست کشیده شد.

در سه شنبه ۲۸ دسامبر مارک سایکس به کیلتون خبر داد مذاکرات با پیکو را شروع کرده‌است. در طی دوره شش روزه تقریباً هر روز سایکس و پیکو به صورت خصوصی با هم جلسه داشتند. ازاین مذاکرات هیچ سندی به جا نمانده‌است.
در دوشنبه ۳ ژانویه ۱۹۱۶ آنها به توافق می‌رسند و یک تفاهم‌نامه مشترک که بعداً به نامه تفاهم سایکس-پیکو معروف می‌شود را منتشر می‌کنند. آنها توافق کردند که دو منطقه اصلی مورد اختلاف را یعنی ولایت موصل را با رودخانه زاب کوچک به دو قسمت تقسیم کنند و بخش شمالی یعنی موصل و اربیل به فرانسوی‌ها و بخش جنوبی یعنی کرکوک و سلیمانیه به انگلیس‌ها داده می‌شود. در مورد منطقه دوم یعنی فلسطین قرار بر این می‌شود به صورت ائتلافی اداره شود. در خصوص مکّه قرار شد با هماهنگی روسیه و سایر متحدین تصمیم‌گیری شود.
این تفاهم‌نامه برای طی مراحل اداری به وزارت امور خارجه ارسال شد. در تاریخ ۱۶ ژانویه سایکس به وزارت خارجه گفت که طبق گفته پیکو، او فکر می‌کند می‌تواند موافقت پاریس را بگیرد. در تاریخ ۲۱ ژانویه یک جلسه داخلی توسط نیکلسون برگزار شد و پس از این جلسه پیش نویس نهایی توافق در ۲ فوریه به کابینه انگلستان تقدیم شد. کمیسیون جنگ آن را در تاریخ سوم و چهارم بررسی نمود و چمبرلین، لرد کیچینر و سایرین تصمیم گرفتند که:
«آقای پیکو باید به اطلاع دولت خود برساند شرط همکاری و انجام این توافق آن است که فرانسه همکاری عرب‌ها را تضمین نماید و با تعهد مربوط به شهرهای حمص، حما، دمشق و حلب مخالفتی ندارد ولی از آنجا که حدود به سمت شرق گسترش یافته‌است و برمنافع روسیه تأثیر می‌گذارد، بسیار ضروری است که قبل از هر چیزی، رضایت روسیه بدست آید.»
پیکو موارد را اطلاع داد و کامبون پنج روز بعد به نیکولسون اطلاع داد که دولت فرانسه با پیشنهادهای مربوط به مسئله عرب‌ها موافقت نموده‌است.
بعداً در فوریه و مارس، سایکس و پیکو به عنوان نمایندگان انگلستان و فرانسه برای مذاکره با سازنوف روس وارد عمل شدند.

### توافقنامه رسمی انگلیس، فرانسه و روسیه (آوریل - اکتبر ۱۹۱۶)
سرانجام، روسیه نیز در ۲۶ آوریل ۱۹۱۶ با شرایط نهایی پل کامبون سفیر فرانسه در لندن و ادوارد گری وزیر امورخارجه موافقت کرد و توافقنامه با یازده نامه زیر به تصویب رسید.
| یازده نامه توافقنامه‌های انگلیس و فرانسه و روسیه | یازده نامه توافقنامه‌های انگلیس و فرانسه و روسیه   | یازده نامه توافقنامه‌های انگلیس و فرانسه و روسیه | یازده نامه توافقنامه‌های انگلیس و فرانسه و روسیه                                    | یازده نامه توافقنامه‌های انگلیس و فرانسه و روسیه |
| تاریخ                                           | گیرنده                                            | فرستنده                                         | شرح                                                                                | نامه                                            |
| ----------------------------------------------- | ------------------------------------------------- | ----------------------------------------------- | ---------------------------------------------------------------------------------- | ----------------------------------------------- |
| ۲۶ آوریل ۱۹۱۶                                   | Sergey Sazonov, وزیر امورخارجه رویسه              | Maurice Paléologue, سفیر فرانسه در مسکو         | توافقنامه سازانوف-پالئولو و تأیید توافق از جناب فرانسه در خصوص الحاق ارمنستان غربی |                                                 |
| ۲۶ آوریل ۱۹۱۶                                   | Paléologue                                        | Sazonov                                         | توافقنامه سازانوف-پالئولو و تأیید توافق از جناب فرانسه در خصوص الحاق ارمنستان غربی |                                                 |
| ۹ مه ۱۹۱۶                                       | Paul Cambon, سفیر فرانسه در لندن                  | Edward Grey, وزیر امور خارجه بریتانیا           | نسخه فرانسوی توافق سایکس-پیکو                                                      |                                                 |
| ۱۵ مه ۱۹۱۶                                      | Grey                                              | Cambon                                          | تأیید متقابل برای محافظت از منافع موجود طرفین در منطقه                             |                                                 |
| ۱۵ مه ۱۹۱۶                                      | Cambon                                            | Grey                                            | تأیید متقابل برای محافظت از منافع موجود طرفین در منطقه                             |                                                 |
| ۱۶ مه ۱۹۱۶                                      | Grey                                              | Cambon                                          | نسخه انگلیسی توافق سایکس-پیکو                                                      |                                                 |
| ۲۳ مه ۱۹۱۶                                      | Grey                                              | Benckendorff                                    | توافق سه جانبه انگلیسی، روسی، فرانسوی توافقنامه سایکس-پیکو                         |                                                 |
| ۲۵ اوت ۱۹۱۶                                     | Cambon                                            | Grey                                            | قبل از کلمات "یک کشور مستقل عربی" کلمه "محافظت" را با "حمایت" جایگزین کنید         |                                                 |
| ۳۰ اوت ۱۹۱۶                                     | Robert Crewe-Milnes, معاون وزیر امور خارجه انگلیس | Cambon                                          | قبل از کلمات "یک کشور مستقل عربی" کلمه "محافظت" را با "حمایت" جایگزین کنید         |                                                 |
| ۱ سپتامبر ۱۹۱۶                                  | Alexander von Benckendorff, سفیر روسیه در لندن    | Grey                                            | توافق روسیه و انگلیس در مورد توافقنامه سازنوف-پالئولو و توافقنامه سایکس - پیکو     |                                                 |
| ۲۳ اکتبر ۱۹۱۶                                   | Grey                                              | Benckendorff                                    | توافق روسیه و انگلیس در مورد توافقنامه سازنوف-پالئولو و توافقنامه سایکس - پیکو     |                                                 |

### توافق با ایتالیا (آوریل - اوت ۱۹۱۷)
در ۱۹ آوریل در سنت ژان دو موریان توافق اولیه بین نخست وزیران بریتانیا و فرانسه (دیوید لوید و جورج الکساندر ریبوت) و نخست‌وزیر و وزیر امورخارجه ایتالیا (پائولو بوسلی و سیدنی سونینو) برای حل و فصل مواضع ایتالیا در امپراتوری عثمانی منعقد شد که به شکل خاص در بند ۹ پیمان لندن آورده شده‌است. متحدین لازم بود که به روشی کاهش نیروهای روسیه تزاری در منطقه قفقاز را حتی با وجود امکان استفاده از نیروهای جمهوری دمکراتیک ارمنستان به شکل پوشش دهند. ایتالیا نیز می‌دانست منطقه‌ای که براساس این توافق به آنها واگذار شده‌است، منطقه‌ای است که امپراتوری عثمانی به سادگی آنجا را واگذار نخواهد کرد ولی نخست‌وزیر انگلیس فرمول مبهمی را پیشنهاد داد که در صورتی که پس از خاتمه جنگ مناطق مورد نظر به شکل واقعی به کنترل ایتالیا در نیاید، به شکلی تقسیم اراضی را تعدیل خواهد کرد.
این توافق‌نامه توسط دیپلمات‌های کشورها طی ماه‌های بعد تکمیل و تدقیق شد و در بین ۱۸ تا ۲۶ سپتامبر ۱۹۱۷ به امضاء متحدین رسید. روسیه در این توافق‌نامه به دلیل درگیری‌ها داخلی نماینده‌ای نداشت و بعدها انگستان از همین دلیل به عنوان عدم رضایت روس‌ها از این توافق در کنفرانس ۱۹۱۹ پاریس استفاده کرد و آن را فاقد اعتبار لازم دانست که باعث نارضایتی شدید ایتالیایی‌ها شد.

### منطقه قهوه‌ای و علاقه امپراتوری
وریت توضیح می‌دهد که چگونه اختلافات با امپراتوری عثمانی بر سر مرزهای شرقی مصر در سال ۱۹۰۶ با تعریف حدود جدید در خط رفح-عقبه خاتمه یافت؛ ولی مجدد به دلیل ترس حمله به مصر و اهمیت استراتژیک آن به فلسطین و محور عکا-درعا تغییر کرد.
شرایط فلسطین در بین اعضا مختلف دولت بریتانیا موضوع بحث و جدل زیادی بود. لرد کیچنر که به ریاست ستاد جنگ رسید، خود سر کنسول بریتانیا در مصر بود. در ۲۸ دسامبر ۱۹۱۴ اسؤالد فیتز جرالد نامه‌ای به رونالد استورس به دبیر شرقی وزارت امورخارجه در قاهره نوشت و گفت «انضمام بخشی از فلسطین به مصر تحت قیمومیت ما (منجمله شهر بیت‌المقدس) می‌تواند راه کار نهایی باشد…(با این کار) نفوذ یهودیان در فلسطین کمتر به چشم خواهد آمد و حساسیت کمتری در جهان مسیحیت را ایجاد خواهد کرد».
پس از توافق استانبول، فرانسوی‌ها با هدف دست یابی به خواسته‌های خود به انگلیسی‌ها بیشتر نزدیک شدند و در ۸ آوریل ۱۹۱۵ کمیته د بونسن را تشکیل دادند تا مواضع انگلیسی‌ها را ارزیابی کنند. و در گزارش ژوئن ۱۹۱۵ هیچ اشاره‌ای به مسئله صهیونیسم نکردند و پذیرفتند که فلسطین در حوزه نفوذ انگلستان قرار گیرد ولی اماکن مقدس بیت‌المقدس برای همه در دسترس باشد. در اوایل ژوئن، مارک سایکس به دستور ستاد جنگ به منطقه اعزام شد تا در خاورمیانه با مقامات انگلیسی تبادل نظر و گفتگو کند. وی به آتن، گالیپولی، صوفیه، قاهره، عدن، مجدد به قاهره و سپس به هند رفت و در سپتامبر به بصره برگشت و بار دیگر در ماه نوامبر به قاهره رفت (جایی که وی مکاتبات مک ماهون و حسین بن علی را تأیید کرد) و در برگشت به انگلستان در تاریخ ۱۶ دسامبر گزارش خودش را تقدیم ستاد جنگ کرد.

## جنبه‌های اقتصادی
آنگی استاد حقوق در افتتاحیه سمپوزیوم سایکس-پیکو در سال ۲۰۱۶ گفت که بخش عظم این توافق‌نامه با اهداف تجاری و اقتصادی و دسترسی به بنادر و ایجاد راه‌آهن تنظیم شده‌است.
لووی در مورد بخش‌های ۴ تا ۸ این توافق‌نامه نکات مشابه ای را مورد اشاره قرار داد که عملکرد انگلستان و فرانسه در برخورد با سرزمین‌های باقی مانده از امپراتوری عثمانی به شکل است که چیدمان لازم برای مذاکرات جنگ بعدی را فراهم می‌کند. درست در زمانی که خالدی در حال مذاکره با انگلستان و فرانسه برای تأسیس راه‌آهن بغداد-حمص بود یعنی ۱۹۱۳–۱۹۱۴، در مناطق دیگری در حال مذاکره با آلمان‌ها برای احداث راه‌آهن بود.
گیبسون در پایان‌نامه دکتری خود به این اشاره دارد که انگلستان برای دستیابی به میدان نفتی چگونه در خصوص توافقات تصمیم گرفته‌است و ولایت موصل را به عنوان بزرگ‌ترین میدان نفتی بالقوه مد نظر قرار داده‌است.

## توافقنامه در عمل

### سوریه، فلسطین و عرب‌ها

#### دولت اسکویت - ۱۹۱۶
در ۱۸ فوریه ۱۹۱۶ حسین بن علی با ادعای تأمین ۱۰۰۰۰ نفر برای شروع شورش عرب‌ها در مقابل امپراتوری عثمانی از انگلستان طلب ۵۰ هزار پوند طلا به همراه اسلحه و مهمات و تدارکات کرد؛ که با تأیید مک ماهون در ۱۰ مارس ۱۹۱۶ با این درخواست موافقت می‌شود و طی ده مکاتبه و نامه‌نگاری در آوریل و مه بحث‌ها آغاز شد که طی آن سایکس به شایستگی جلسه‌های هماهنگی با پیکو و عرب‌ها را برای رسیدن به توافق مطلوب طرفین را مدیریت کرد. در همین زمان تدارکات لازمه برای شروع شورش یا قیام مورد بررسی قرار گرفت و سرانجام در اواخر ماه آوریل به مک ماهون اطلاع داده شد که عرب‌ها نباید از توافق سایکس-پیکو خبردار شوند.
آغاز رسمی شورش اعراب در ۱۰ ژوئن ۱۹۱۶ در مکه به وسیله حسین بن علی اعلام شد؛ هرچند فرزندان وی - علی و فیصل - قبلاً عملیات را در ۵ ژوئن در مدینه شروع کرده بودند. اتفاقات آینده باعث شد که قاهره بگوید(احتمالاً منظور مأموران انگلیسی در قاهره است) «در اوایل جون نه ما و نه آنها آمادگی کافی نداشتیم و به دلیل کمبود امکانات می‌توانست باعث از بین رفتن اطمینان از پیروزی‌های اولیه گردند»
سرهنگ ادوارد برموند در سپتامبر ۱۹۱۶ به عنوان فرستاده نظامی ویژه فرانسه به منطقه اعزام شد و به گفته قاهره، هدف اصلی وی آن بود که شورش عرب‌ها را کنترل کند تا تبدیل به تهدیدی برای منافع فرانسه در سوریه نگردد. این اخبار در لندن منعکس نشد چرا که همکاری کلی دو دولت بسیار مهم بود و قاهره هم از آن آگاه بود. به اوینگات در اواخر نوامبر اطلاع داده شد که «به نظر می‌رسید لازم است به زیر دستان خود تأکید کنید که لازم است که با فرانسویان همکاری بیشتری داشته باشند و دولت اعلیحضرت مشکوک به طرح‌های نهانی در حجاز نیستند.»
با نزدیک شدن به ۱۹۱۶ دولت اسکویت به دلیل فشارهای جنگ و انتقادهای داخلی در ۶ دسامبر او جای خود را به دیوید لوید جروج داد که پس از مرگ نابهنگام لرد کیچنر به رئیس ستاد جنگ در ماه جون رسیده بود. لوید جورج نابودی امپراتوری عثمانی را به یکی از اهداف اصلی جنگ درآورده بود و دو روز پس از تصدی مقام جدید، به روبرتسون گفت که می‌خواهد یک پیروزی بزرگ، ترجیحاً تسخیر اورشلیم را برای تحت تأثیر قرار دادن افکار عمومی مردم بدست آورد. از این رو در حاشیه شرقی سینا در عریش در ۱۵ مایلی مرزهای فلسطین عثمانی جبهه جدیدی را ایجاد کرد که منجر به تسخیر رفاع و ورود نیروهای انگلیس به مرزهای امپراتوری عثمانی شد.

#### دولت لوید جورج (۱۹۱۷ به بعد)
لوید جورج کابینه جنگی جدیدی را تشکیل داد که در ابتدا شامل لردز کورزون و میلنر، قانون بونار، آرتور هندرسون و خودش بود. هنکی دبیر کابینه و سایکس، اورمسبی-گور و آمری به عنوان دستیار منشی شد. اگرچه آرتور بالفور جایگزین گری به عنوان وزیر امور خارجه شد، اما حذف وی از کابینه جنگ نفوذ وی در سیاست خارجی را تضعیف کرد. فرانسوی‌ها، پیکو را به عنوان کمیسر عالی انتخاب کردند و سریعاً به سوریه و فلسطین فرستادند. بریتانیا نیز سایکس را به عنوان مدیر سیاسی به مصر فرستاد. در ۳ آوریل ۱۹۱۷ سایکس یا لوید جورج، کورزون و هنکی جلسه ای داشتند و قرار شد که سیاست کلی بر این اساس باشد که فرانسوی‌ها برای حذف فلسطین تحت قیمومیت انگلستان تحت فشار قرار دهند. ابتدا سایکس در اوایل ماه مه و سپس پیکو و سایکس در ماه مه به حجاز رفتند تا با فیصل و حسین بن علی گفتگو کنند. در این توافق قرار شد بغداد به عنوان بخشی از کشور عربی باشد که موجب رضایت حسین بن علی گردید. گزارش‌های بعدی نشان می‌دهد که ظاهراً او از ماهیت اصلی شرایط توافق‌نامه سایکس–پیکو اطلاع دقیقی نداشته یا میزان اطلاع وی مورد تردید است.
با ورود ایتالیا به جنگ، در آوریل ۱۹۱۷ بین انگلستان و ایتالیا توافق همکاری سنت ژان دو مورین منعقد شد. در این کنفرانس لوید جورج در مورد سرنوشت فلسطین مواضع خودش را مطرح کرد که با برخورد سرد ایتالیایی‌ها و فرانسوی‌ها مواجه شد. در ۲۵ آوریل به این تفاهم رسیدند که در آینده لازم است توافق سایکس-پیکو مجدداً بازنگری شود و در حال در این زمینه اقدامی نباید انجام شود.
پیرو جلسات بین سایکس و حسین بن علی؛ او به لندن اطلاع داد که «بهتر است هر چه زودتر جلو اقدامات نظامی فرانسوی‌ها در حجاز گرفته شود» و سپس به لرد برتی دستور داده شد که همین موضوع را از فرانسوی‌ها بخواهد که روابط سیاسی متفقین در حجاز قابل پیش‌بینی نبوده و ممکن است روابط آینده بین فرانسه و عرب‌ها را تحت تأثیر قرار دهد. ویلیام ار مسبی-گور پس از پاسخ فرانسه به این موضوع در ۳۱ مه ۱۹۱۷ نوشت:
به نظر می‌رسد تاییدیه ای که دولت انگلستان به ملک حسین قبل از شروع شورش‌ها توسط سر هنری مک ماهون داده‌است این شائبه را ایجاد که تعهدات ما به ملک حسین به عنوان رئیس کل ملت است یا خیر. این تفکر با قصد فرانسه در خصوص سوریه و بین‌النهرین فوقانی و تونس در تضاد است. حمایت ما از ملک حسین و سایر رهبران عرب می‌تواند به معنی تأیید حکومت عرب‌ها بر سرزمین‌های عربی و سوریه تعبیر گردد. به نظر لازم به نظر می‌رسد ملک حسین را در جریان توافق ما با دولت فرانسه قرار دهیم و برایش شفاف کنیم که فرد دیگری باید حاکم دمشق به عنوان یک کشور دیگر عربی باشد.
در ماه اوت مجدد نارضایتی انگلیسی‌ها از توافق‌نامه سایکس–پیکو باعث شد که متمم «توافق‌نامه آسیا صغیر» را برای فرانسوی‌ها ارسال کند و بگوید «خوب شد-اگر نتوانند فعالیت‌های نظامی خود را با سیاست‌هایشان هماهنگ کنند، لازم است سیاست‌هایشان را بازنگری کنند». پس از بحث و گفتگو زیاد مجدد سایکس و پیکو مجبور شدند مکملی برای توافق‌نامه اولیه تدوین کنند که «وضعیت آینده حجاز و عربستان» را نیز پوشش دهد. این پیشنویس تا پایان ماه سپتامبر تهیه شد ولی تا پایان سال به تأیید دولت فرانسه نرسید.
در همین شرایط اعلامیه بالفور در ۲ نوامبر صادر شد و انگلیسی‌ها در ۹ دسامبر وارد اورشلیم شدند.

#### پس از افشای عمومی (۱۸۱۷–۱۹۱۷)
بعد از انقلاب بلشویکی در روسیه، آنها از توافق‌نامه خارج شدند و نسخه‌ای از توافق‌نامه سایکس–پیکو به همراه تمام ضمائمش را منتشر کردند و کلیه مستندات را در ۲۳ نوامبر ۱۹۱۷ درروزنامه ایزوستیا و پراودا چاپ کردند. پس از آن، روزنامه گاردین در ۲۶ نوامبر آن را چاپ کرد. این موضوع باعث سرافکندگی متفقین و افزایش بی‌اعتمادی اعراب شد. صهیونیست‌ها پیشتر یعنی در آوریل همان سال از مفاد توافق‌نامه از طریق دولت انگلستان اطلاع داشتند. رئیس‌جمهوری ایالات متحده وودرو ویلسون تمام توافق‌های مخفیانه بین متفقین را رد کرد و ایده دیپلماسی باز و تعیین سرنوشت ملت‌ها را مطرح کرد. در ۲۲ نوامبر ۱۹۱۷ لئون تروتسکی با ارسال یادداشتی به سفرا خارجی در پتروگراد خواستار پیشنهاد برای آتش‌بس و صلح دموکراتیک بدون الحاق سرزمینی و غرامت، براساس اصل استقلال ملل و حق تعیین سرنوشتشان شد. مذاکرات صلح با دول محور یعنی آلمان، اتریش-مجارستان و ترکیه یک ماه بعد در برست - لیتوفسک آغاز شد. نماینده دول محور کنت چرنین بود ودر ۲۵ دسامبر اعلام کرد مسئله حاکمیت گروه‌های ملی فاقد استقلال ایالتی موضوع داخلی است و هر کشور باید به صورت مستقل اقدام به حل و فصل آن کند و حق اقلیت‌ها باید در تعیین سرنوشت آنها باید لحاظ گردد.
لوید جورج نیز در تاریخ ۵ ژانویه در خصوص اهداف جنگ سخنرانی انجام داد که درآن به حق تعیین سرنوشت و رضایت دولتها و همچنین معاهدات پنهانی و شرایط جدید در مورد آنها اشاره کرد. سه روز بعد ویلسون طرحی ارائه داد که بخش‌های از ترکیه عثمانی باید به حاکمیت جدید و مطمئنی سپرده شود ولی در مورد ملت‌های دیگر تحت حکومت امپراتوری عثمانی باید امکان امنیت و فرصت توسعه خودمختاری را داد.
در ۲۳ دسامبر ۱۹۱۷ سایکس و نماینده دولت فرانسه اعلامیه عمومی صادر کردند که کنگره مرکزی سوریه را به عنوان دولت غیر ترک به رسمیت می‌شناسند. سایکس همچنین گفت عدم استقلال حجاز جلو استقلال واقعی و مؤثر سوریه را خواهد گرفت. این بیانیه به دلیل ابهاماتش در مورد آینده سوریه و بین‌النهرین چندان مورد رضایت عرب‌ها و متفقین نبود و از طرفی جایگاه ملک حسین در حجاز را کاهش داد.
عدم موفقیت پروژه طراحی شده در توافق‌نامه سایکس–پیکو و ملحقاتش و توضیحات سایکس، اعتبار وی را در مورد خاورمیانه تضعیف کرد. مشاور امور عرب‌ها و فلسطین در وزارت امورخارجه در خصوص این توافق‌نامه در ۱۶ فوریه گفت:"توافق‌نامه ۱۹۱۶ انگلیس و فرانسه در مورد آسیای صغیر باید مجدد بازنگری شود" و سپس در ۳ مارس با ارسال نامه‌ای به کلینتون گفت مقرارت مشخص شده در مورد مناطق قرمز و آبی که در توافق‌نامه آمده‌است با گفته‌هایی که وزیر سه ماه پیش مطرح کرده‌اند مغایرت دارد".
در ۲۸ مارس ۱۹۱۸ کمیته جدیدی به ریاست کورزون برای رسیدگی به موضوع تشکیل شد.
در ماه مه، کلیتون به بالفور گفت که پیکو در پاسخ به پیشنهاد توافق جدید موافقت نموده که با توجه به شرایط جدید تغییراتی درتوافق انجام شود و توافق نیاز به تجدید نظر قابل توجهی است؛ ولی در هر حال باید توجه داشت اصول می‌بایست براساس همان توافق مورد بازنگری قرارگیرد. در تاریخ ۱۶ ژوئن انگلیسی‌ها اولین اعلامیه پیشبرد اصل خودمختاری را صادر کردند.
در ۳۰ سپتامبر ۱۹۱۸ با حمایت شورشیان عرب دمشق و برخی از رهبران مذهبی و اشراف مکه ملک حسین پادشاهی عرب‌ها را اعلام نمود. نیروهای نظامی عرب‌ها و بریتانیایی در ۱ اکتبر ۱۹۱۸ وارد دمشق شدند و در ۳ اکتبر علی ریدا الریکابی به عنوان فرمانده نظامی منطقه منصوب شد. فیصل در ۴ اکتبر وارد دمشق شد و ریکبی را به نخست‌وزیری سوریه منصوب نمود.
در ۵ اکتبر، با اجازه ژنرال آلنبی، فیصل تشکیل دولت مشروطه و مستقل عربی را در منطقه اعلام نمود. دراین اعلامیه فیصل اعلام کرد که در دولت عربی جدید همه عرب‌ها فارغ از مذهبشان از برابری و مساوات برخوردارند.
در نوامبر ۱۹۱۸ بریتانیا و فرانسه طی بیانیه ای حمایت خود را از ایجاد دولتها و ادارات ملی در سوریه و بین‌النهرین اعلام کردند؛ و عملاً توافق‌نامه سایکس–پیکو را لغو کردند. جورج کورزون همچنین پیاده‌سازی توافق مربوط به عدم مداخله در امور اقلیت‌های مارونی، مسیحیان ارتودکس و دروزی@۱۲@ها و مسلمانان ولایت بیروت مطابق توافق‌های ژوئن ۱۸۶۱ و سپتامبر ۱۸۶۴ را مطرح کرد و همچنین عنوان کرد که برخی از حقوق اضافی که در سوریه امروزی و ترکیه مطابق توافق‌نامه سایکس–پیکو به فرانسه واگذار گردیده‌است با پیمان جدید ناسازگاری دارد.

##### اصلاحات موصل و فلسطین
در ۳۰ اکتبر امپراتوری عثمانی آتش‌بس مادروس را امضاء کرد و در ۲ نوامبر بریتانیایی‌ها ولایت موصل را اشغال کردند که منجر به اختلاف اراضی موسوم به مسئله موصل شد.
در سفارت فرانسه در لندن، روز یکشنبه اول دسامبر دیوید لوید جورج و کلمنسو جلسه خصوصی و غیررسمی برگزار کردند در خصوص حقوق فرانسه در ولایت موصل و مناطق جنوبی زاب کوچک و فلسطین که طبق توافق‌نامه سایکس–پیکو اعطا شده بود. با وجود این که لوید جورج و دیگران ادعا کردند هیچ امتیازی ندادند ولی قرار شد در ازاء حمایت از ادعا فرانسه در سوریه این مناطق به انگلیس واگذار شود و حتی براساس گفته‌های های‌یان روتگی و جیمز بار قرار شد اگر در موصل نفت استخراج شود، سهمی نیز به فرانسه داده شود.

#### کنفرانس صلح پاریس (۲۰–۱۹۲۰)
کمیسیون مشرق در بازه زمانی نوامبر و دسامبر ۹ بار جهت پیشنویس قطعنامه تشکیل جلسه داد. در ۲۱ اکتبر، ستاد جنگ از اسمیتس خواست که خلاصه و نتیجه را تهیه کند و او از ارل ریچاردز خواست که "یاداشت P" را برای نمایندگان کنفرانس صلح آماده کند. نتیجه آن گزارش ۴ صفحه شد که موارد لغو شده در توافق‌نامه سایکس–پیکو را در بر می‌گرفت و هم از ادعا تشکیل دولت عربی به مرکزیت دمشق (مطابق توافق مک ماهون و ملک حسین) حمایت می‌نمود.
در کنفرانس صلح که به شکل رسمی در ۱۸ ژانویه شروع شد، گروه بزرگ چهار (که در ابتدا به نام «شورای ده نفر» نامیده می‌شود متشکل از دو نماینده از هر یک از کشورهای فرانسه، بریتانیا، ایالات متحده، ایتالیا و ژاپن) در ۳۰ ژانویه به توافق رسیدند. بعداً قرار شد که سیستم قیمومیت (در سه سطح متفاوت) در قابل ۲۲ ماده تشکیل شود که «چهار بزرگ» تصمیم بگیرند کدام جوامع در چه سطحی و به چه شکلی تحت قیمومیت شان قرار بگیرند.
در ۲۰ مارس ۱۹۱۹ که اجلاس «چهار بزرگ» در پاریس با حضور وودرو ویلسون، ژرژ کلمنسو، ویتوریو امانوئل اورلاندو و همچنین لوید جورج و آرتور بالفور آغاز شد اولین موضوعی که مطرح شد سرنوشت ترکیه و سوریه بود.
اعلامیه بریتانیا و فرانسه که قرائت شد، پیکون اعلام کرد که این نشان دهنده اختلاف دیدگاه تو دو دولت در مورد عرب‌ها است و لوید جورج جواب داد که این توافق ارجح تر از توافقهای قبلی است. پیکون به توافق‌نامه ۱۵ فوریه که بین کلمنسو و لوید جورج حاصل شده بود اشاره کرد و توافقی حاصل نشد.
در مباحثات بعدی، فرانسه ادعای خود را در مورد سوریه مطرح کرد و انگلستان نیز در تلاش بود که دو زون A,B را از آن مستثنا کند که با توجه به هماهنگی‌های پیشین فرانسه به‌طور ضمنی با آن موافق بود.
ویلسون (ایالات متحده آمریکا) که از نیات فرانسه و بریتانیا اطلاع نداشت، تصور کرد که مسئله مربوط به صلح جهانی است و پیشنهاد داد که انتخاب به مردم منطقه واگذار شود و بحث با توافق نهایی ویلسون برای تهیه پیش نویس شرایط به پایان رسید.
در ۲۱ آوریل فیصل به شرق برگشت و قبل از عزیمت، در ۱۷ آوریل کلمنسو پیشنویس نامه ای را ارسال کرد که در آن قید شده بود که دولت فرانسه از حق سوریه برای استقلال در به شکل فدراتیو مطابق سنن و خواست مردم حمایت می‌کند و فیصل هم پذیرفت که فرانسه به عنوان مشاور برای ایجاد نظم و تحقق پیشرفت مورد نیاز سوریه در منطقه حضور داشته باشد.
کنگره ملی سوریه در ماه مه ۱۹۱۹ اولین جلسه خود را برای بررسی آینده سوریه بزرگ را تشکیل داد و نتیجه را در ۲ ژوئیه به کمیسیون کینگ-کراون (که به‌طور رسمی به عنوان کمیسیون متفقین در مورد موافقت نامه‌های امپراتوری عثمانی در سال ۱۹۱۹ تأسیس شده بود) اطلاع داد.
در ۲۸ ژوئن پیمان صلح آلمان امضاء شد و ویلسون و لویدجورج از پاریس رفتند و عملاً مسئله ترکیه و سوریه از اولویت خارج شد. در ۱۵ سپتامبر یادداشتی وجود دارد که ظاهراً در این بازه زمانی انگلیسی‌ها نیروهای خود را از به فلسطین و جنوب بین‌النهرین منتقل کرده‌اند و شهرهای دمشق، حمص، حما و حلب را تخلیه کرده‌است. در ۲۳ سپتامبر لوید جورج به فیصل تفهیم کرد که او در خصوص سرزمین‌های عربی مربوط به ملک حسین مسئولیت دارد و سوریه و سرزمین‌هایی که تحت کنترل فیصل با فرانسه است.
با هماهنگی‌های انجام شده بین فیصل و فرانسه درنهایت در ۸ مارس ۱۹۲۰ کشور مستقل سوریه شامل سوریه، فلسطین و شمال بین‌النهرین اعلام موجودیت کرد. در آوریل همان سال در کنفرانس سن ریمو ناحیه A شامل عراق کنونی و فلسطین از کشور جدید التاسیس جدا و به قیمومیت انگلستان درآمد.

### عراق و خلیج فارس
در نوامبر ۱۹۱۴ انگلیسی‌های شهر بصره را تصرف کردند. این عمل برای حفاظت از منافع انگلستان در هند و همچنین دسترسی به نفت انجام شد. همچنین انگلیسی‌ها نگران ایجاد راه‌آهن برلین-بغداد بودند. اگر چه هیچ وقت این خط آهن ایجاد نشد.
در دوران جنگ در ۱۱ مارس به همین خاطر تا بغداد پیشروی کردند و سپس در ۲ نوامبر وارد موصل شدند. پس از پایان جنگ به دلیل شورش‌های متعدد عراقی‌ها علیه انگلستان و هم چنین شورش کُردها در شمال عراق عملاً در سال ۱۹۲۱ انگلستان مجبور شد فیصل را حاکم کشور جدید عراق کند.

### کُردها و آشوریان
در توافق‌نامه سایکس–پیکو بخشی از کردستان شمالی و بخش قابل توجهی از ولایت موصل از جمله خود شهر موصل به عنوان منطقه B به فرانسه داده شده بود؛ و قرار بود روسیه بیتلیس و وان را در شمال کردستان به دست بگیرد. باومن می‌گوید در ترکیه حدود ۲٫۵ میلیون کُرد، عمدتاً در مناطق کوهستانی زندگی می‌کردند.

"نقشه مونسل"، نقشه اقوام قبل از جنگ جهانی اول

تقسیم ترکیه عثمانی مطابق پیمان سوروس

شریف پاشا که ادعا نمایندگی مردم کُرد را در کنفرانس صلح پاریس در سال ۱۹۱۹ را داشت و به کمیسیون کینگ-کراون توصیه کرد سرزمین مابین ارمنستان از شمال و بین‌النهرین درجنوب به عنوان سرزمین کُردها شناخته شود. روسها پس از انقلاب بلشویکی از توسعه طلبی و ادعاها اراضی مورد نظر خود گذشتند و پس از کنفرانس سن ریمو تا حدود یک سال طرح برگزاری رفراندوم و تشکیل منطقه کردستان مطرح بود ولی با شروع جنگ استقلال ترکیه که منجر به پیمان معاهده لوزان شد، مسئله کشور کُردها کلا منتفی شد و به دست فراموشی سپرده شد. نتیجه نهایی آن که کُردها به همراه همسایگان آشوری خود در قلمرو کشورهای عراق، ترکیه، ایران و سوریه پراکنده شدند.

## تضاد وعده‌ها و عواقب
بسیاری از منابع ادعا می‌کنند که توافق‌نامه سایکس–پیکو با مکاتبات اولیه ملک حسین و مک ماهون در ۱۹۱۵–۱۹۱۶ از همان ابتدا مغایر بود و انتشار آن در نوامبر ۱۹۱۷ باعث شد سر هنری مک ماهون استعفاء دهد. از همان ابتدا مشخص بود که احتمال این که بریتانیا و فرانسه بتواند یک کشور عربی واحد را تشکیل بدهند متصور نبوده‌است و در هیچ‌کدام از مکاتبات اشاره ای به فلسطین نشده‌است در حالی که حیفا و عکا در کنترل بریتانیا بود و از آنها نام برده می‌شد.

## سیاست مدرن
پس از صد سال از توافق سایکس-پیکو رسانه ها و محافل دانشگاهی توجه خاصی به این معاهده نمودند و تأثیرات بلند مدت آن را ارزیابی کردند. از این توافق‌نامه غالباً به عنوان عاملی برای ایجاد مرزهای مصنوعی در خاورمیانه یاد می‌شود که به ویژگی‌های قومی و فرقه ای هیچ توجه ای نداشته‌است و باعث درگیری‌های بی پایان در منطقه شده‌است.
یکی از ادعاهای دولت اسلامی عراق و شام (داعش) این بود که آنچه را که این توافق‌نامه باعث گردیده‌است را خنثی کند در یک ویدئویی از یک جهادی داعش وجود دارد هشدار داده که با پایان دادن به توافق‌نامه سایکس–پیکو این اولین مرزی نیست که ما از بین خواهیم برد و مرزهای دیگر را نیز حذف خواهیم کرد. رهبر داعش، ابوبکر البغدادی در سخنرانی ژوئیه ۲۰۱۴ در مسجد بزرگ النوری در موصل قسم یاد کرد که این پیشرفت مبارک متوقف نخواهد شد تا زمانی که ما آخرین میخ را به تابوت توطئه سایکس-پیکو ضربه بزنیم.

## مفاد موافقت‌نامه
قرارداد سایکس-پیکو که به موافقت امپراتوری روسیه هم رسیده بود شامل مواد زیر بود:
1. سرزمین‌های عربی امپراتوری عثمانی به دو منطقه نفوذ سیاسی و اداری الف و ب تقسیم شود.
2. منطقه الف شامل بخش اعظم لبنان، سوریه، آدانا، کیلیکیه و دیاربکر در ترکیه و شمال عراق از جمله موصل تحت نفوذ فرانسه باشد.
3. منطقه ب شامل بخش جنوبی سوریه، اردن، و مناطق مرکزی و جنوبی میانرودان شامل بغداد و بصره تا خلیج فارس و بنادر حیفا و عکا با حفظ دسترسی به مدیترانه تحت نفوذ بریتانیا باشد.
4. بیت‌المقدس تحت نظارت بین‌المللی از جمله روسیه قرار بگیرد.
5. استانبول، تنگه‌های بسفور و داردانل و همچنین شش ولایت ارمنی و کردنشین عراق به روسیه برسد.[۹۶][۹۷]

ترسیم مرزهای کشورهای عرب شمال آفریقا در شرح وظایف سایکس و پیکو نبود، اما آن منطقه هم به دو حوزه نفوذ مجزا تقسیم شده بود. مصر تحت نفوذ بریتانیا بود و فرانسه بر مغرب عربی (متشکل از تونس، الجزایر و مراکش) مسلط بود. ماده پنجم قرارداد با فروپاشی روسیه تزاری عملاً منحل شد.

## پیامدها
بعد از اینکه وعده استقلال بعد از جنگ جهانی اول محقق نشد، و قدرت‌های استعماری در دهه‌های ۱۹۲۰، ۱۹۳۰ و ۱۹۴۰ به اعمال نفوذ شدید بر جهان عرب ادامه دادند، محور سیاست در جهان عرب (شمال آفریقا و شرق دریای مدیترانه) تدریجاً از ایجاد نظام‌های حکومتی مشروطه لیبرال (نظیر آنچه مصر، سوریه و عراق در دهه‌های نخست قرن بیستم تجربه کردند) به‌سوی ملی‌گرایی تغییر جهت داد.
هدف این نوع ملی‌گرایی بیرون راندن استعمارگران و نظام‌های حاکم متکی به آنان بود. این یکی از عوامل اصلی رشد حکومت‌های نظامی است که از دهه ۱۹۵۰ تا قیام‌های عربی سال ۲۰۱۱ بر بسیاری از کشورهای عربی حاکم بودند. خطوط مستقیمی که سایکس و پیکو ترسیم کردند در نیمه اول قرن بیستم برای بریتانیا و فرانسه بسیار مفید بودند، اما تأثیرشان در مردم منطقه کاملاً متفاوت بود.